# Calicotome villosa
Calicotome villosa — багаторічна рослина родини бобових. Малопоширена декоративна культура. Її видова назва в перекладі з латини означає «волохатий» і вказує на запушені плоди.

## Опис
Листопадний кущ заввишки 2–3 м з дуже галузистою кроною, фанерофіт. Молоді пагони зелені, на початку вегетації із сизуватим відтінком, старі — дерев'янисті, блідо-коричневі або сіруваті, з глибокими поздовжніми борозенками. Пагони обох типів вкриті довгими гострими шипами. Листки складні, трійчасті, можуть розташовуватись як на пагонах, так і на шипах. Листочки оберненояйцеподібні, із заокругленою або тупо виїмчастою верхівкою. Квітки двостатеві, зигоморфні, жовті, поодинокі або розміщені в кластерах по 2–15 штук, під час цвітіння густо вкривають весь кущ. Оцвітина 12–18 мм завдовжки. Тичинок 10, з них 9 зрослися, а 1 вільна. Плід — зеленкувато-сірий біб, вкритий м'якими, шовковистими, білуватими волосками. Його довжина сягає 25–50 мм, ширина становить 5–10 мм. Боби спрямовані вгору або вбік. Насіння блідо-коричневе.

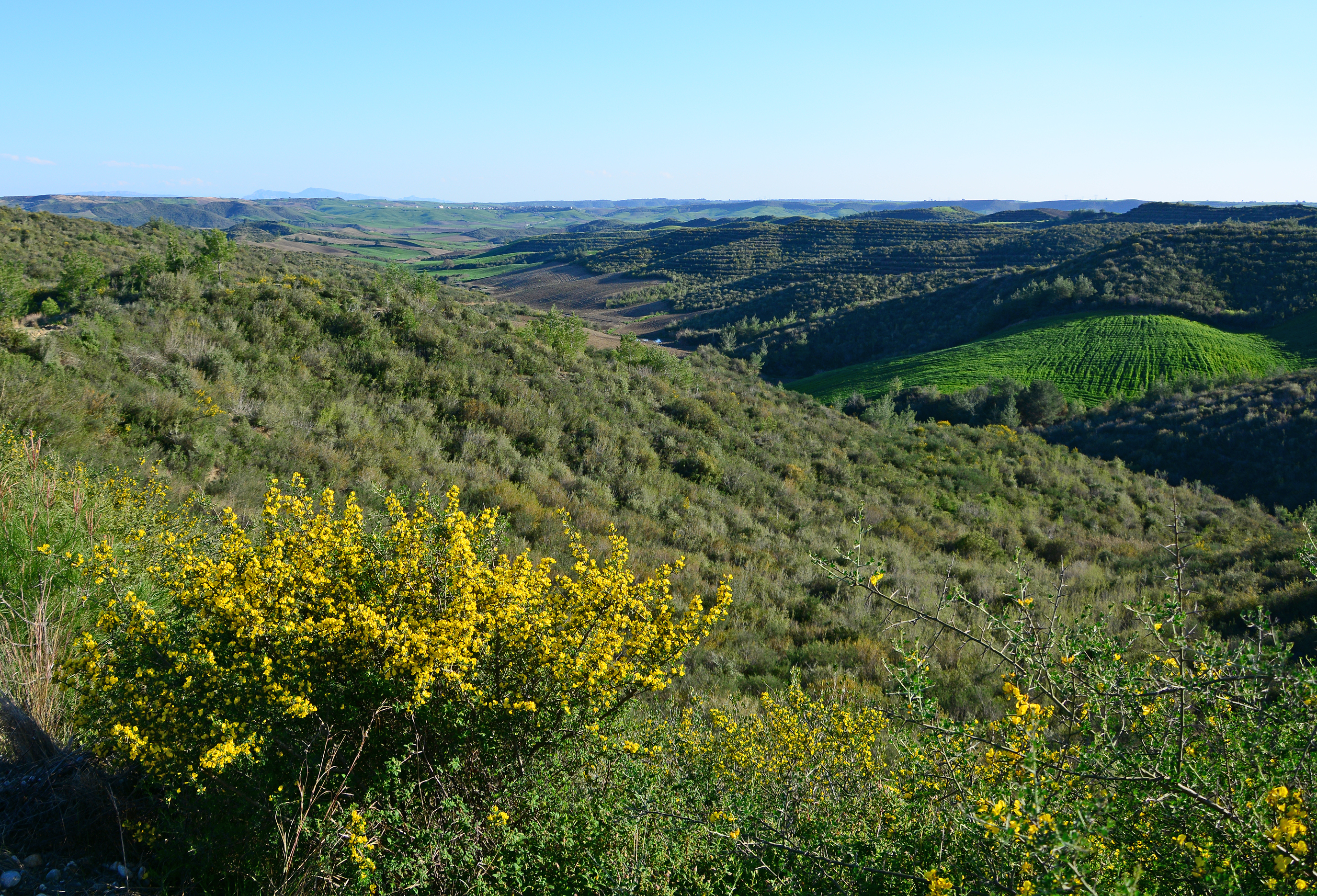
Загальний вигляд квітучого куща
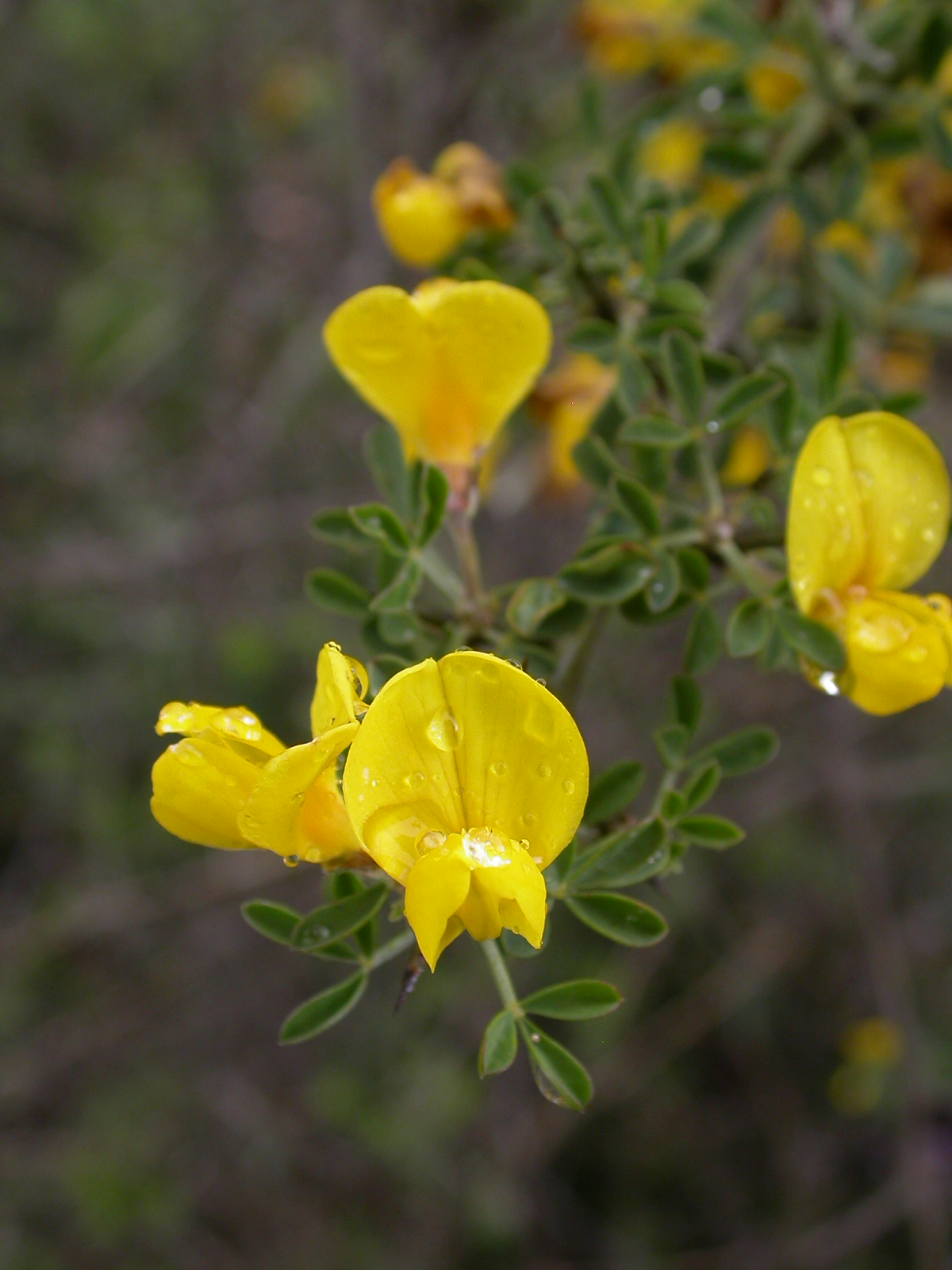
Вигляд квітки спереду
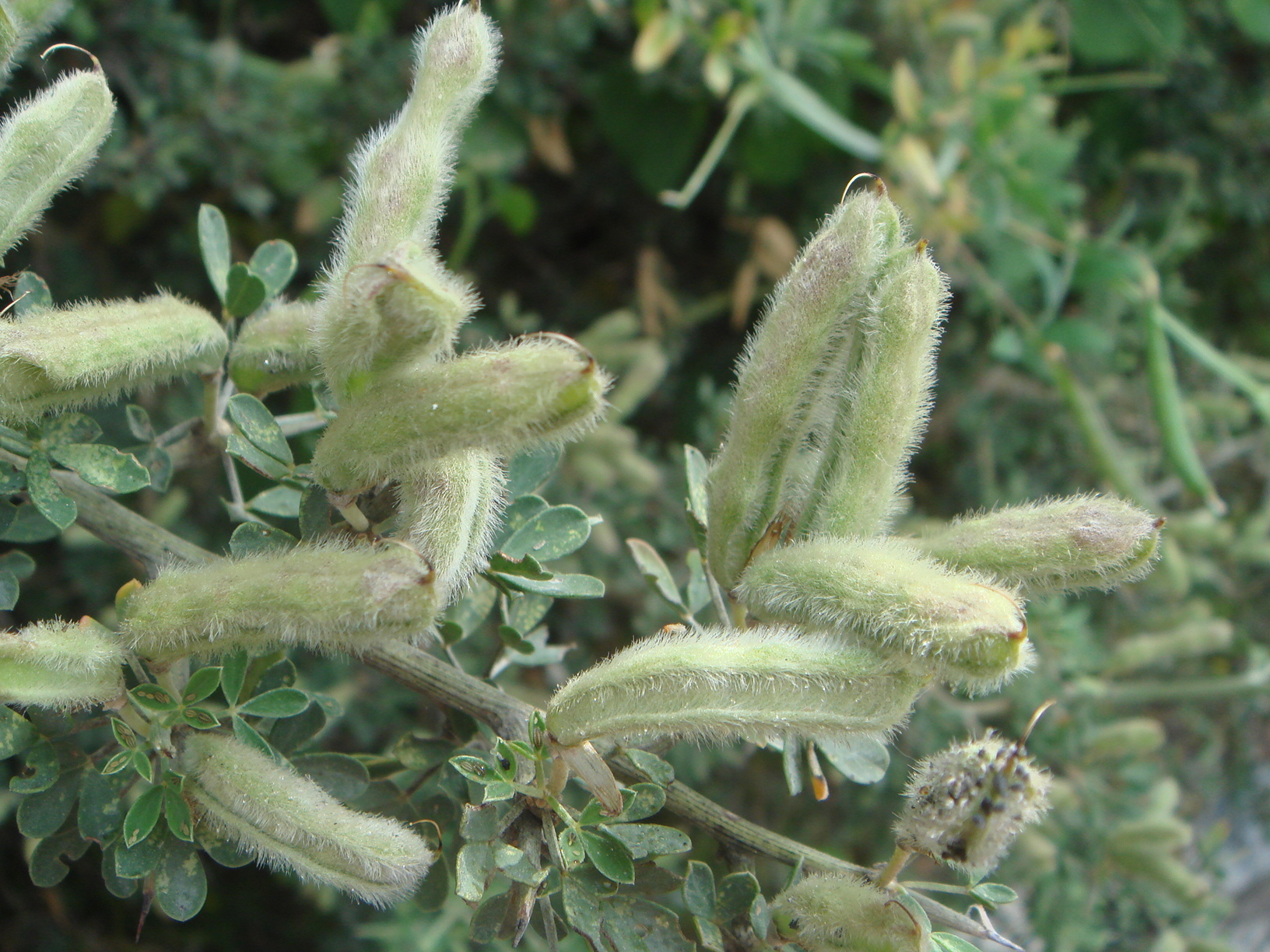
Недостиглі плоди
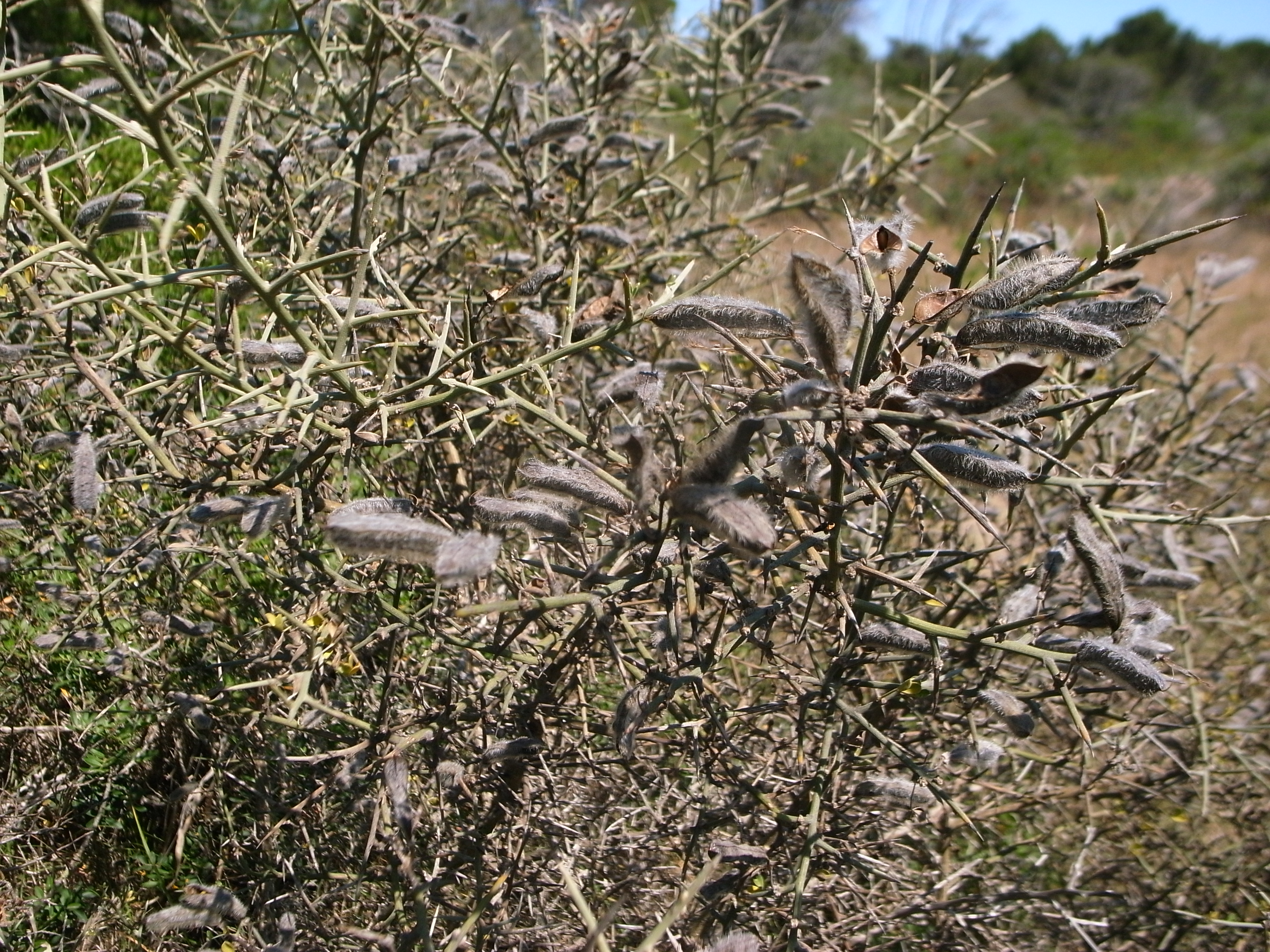
Стиглі плоди

## Поширення та екологія

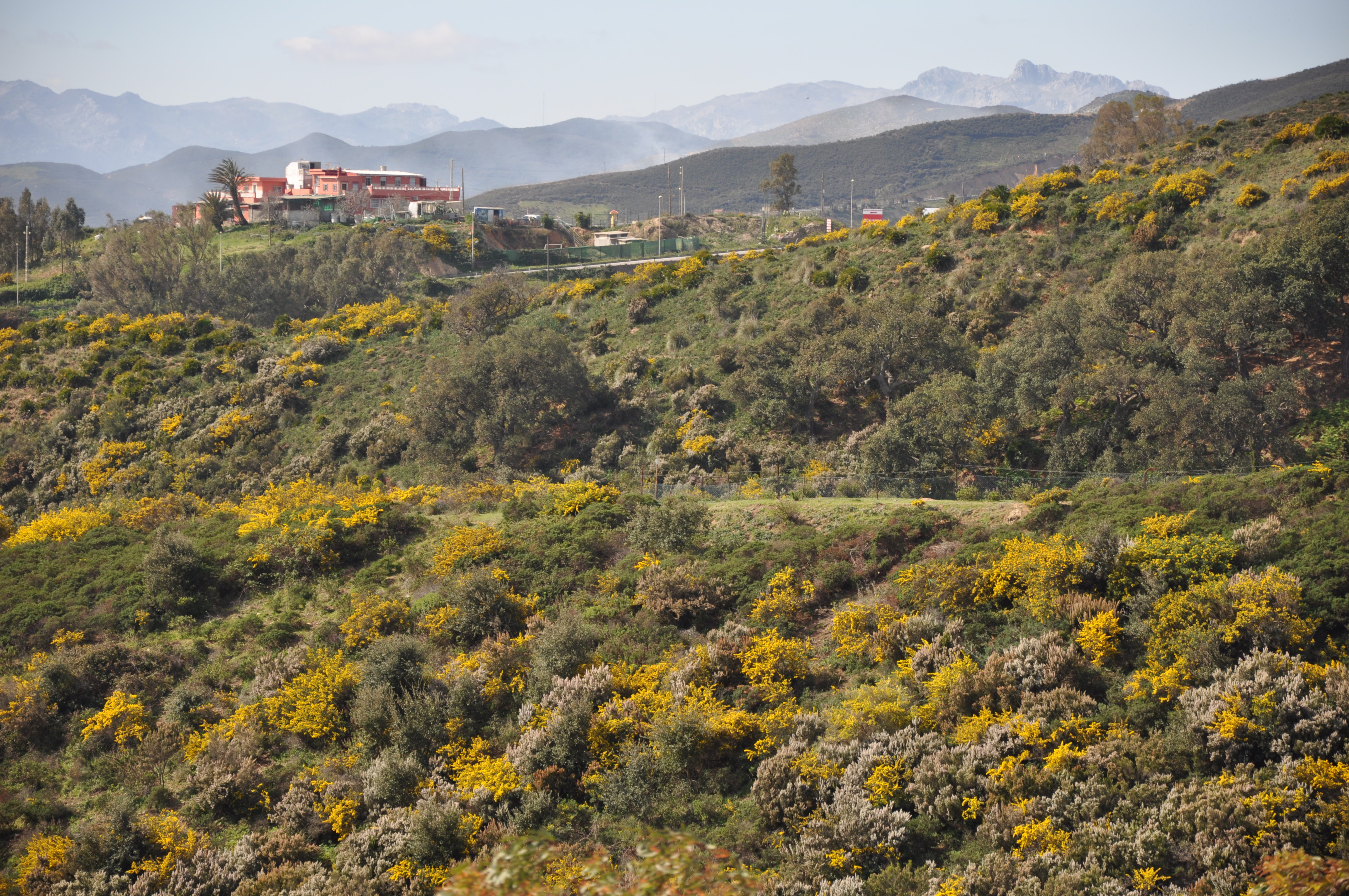
Calicotome villosa у складі маквісу

Calicotome villosa належить до середземноморської флори. В природі ця рослина зростає на узбережжях північно-західної Африки, Гібралтара, Андалусії (Іспанія), Італії, Греції, Туреччини, Ізраїля. Доволі поширена на острові Крит. Типовими біоценозами цього виду є сухі ліси, зарості чагарників типу маквіс — густих або розріджених степовими ділянками, відкриті кам'янисті схили (наприклад, такі осередки зафіксовані на горі Хермон).
Вид світлолюбний, належить до ксерофітів, тобто посухостійких рослин, взимку здатен витримувати пониження температури до −5… −10 °C. Calicotome villosa віддає перевагу кам'янистим, сухим ґрунтам, може рости на суглинистих та піщаних. При вирощуванні в культурі обов'язковий добрий дренаж, при надлишку вологи у ґрунті стійкість до низьких температур знижується (ефект так званого «вимокання»). Подібно до інших представників Бобових Calicotome villosa має на корінні бульбочки, в яких оселяються симбіотичні азотфіксуючі бактерії. Завдяки ним рослина здатна забезпечити себе азотистими сполуками і не потребує поживних ґрунтів.
Цвітіння триває із січня по липень, переважна більшість особин квітне у березні-червні. Квіти запилюються комахами. Через теплолюбність Calicotome villosa вирощують лише у країнах Європи з м'яким кліматом.

## Синоніми
Деякі дослідники наводять для цього виду назву Calicotome infesta як синонімічну, за даними сайту The Plant List це самостійні таксони.